# Interlude (Iron Savior)
Interlude è il terzo EP della heavy metal band tedesca Iron Savior, pubblicato nel 1999.

## Tracce
1. Iron Savior – 4:40
2. Brave New World – 4:44
3. Watcher In The Sky – 5:39
4. Riding On Fire – 5:26
5. For The World – 6:03
6. Contortions Of Time – 6:26
7. Touching The Rainbow – 5:25
8. Stone Cold – 4:32
9. The Hatchet Of War – 5:54
10. Desert Plains – 4:37

## Formazione
- Jan S. Eckert – basso, voce
- Kai Hansen – chitarra, voce
- Andreas Kück – tastiera, cori
- Thomas Nack – batteria, percussioni
- Piet Sielck – chitarra, voce